# Carlos Bonet
Carlos Bonet (2 d'octubre de 1977) és un exfutbolista paraguaià.

## Selecció del Paraguai
Va formar part de l'equip paraguaià a la Copa del Món de 2002.